# Parametriocnemus flavellus
Parametriocnemus flavellus är en tvåvingeart som först beskrevs av Tokunaga 1964.  Parametriocnemus flavellus ingår i släktet Parametriocnemus och familjen fjädermyggor. Inga underarter finns listade i Catalogue of Life.